# NGC 3514
NGC 3514 ist eine Balken-Spiralgalaxie mit ausgedehnten Sternentstehungsgebieten vom Hubble-Typ SBc und liegt im Sternbild Becher südlich des Himmelsäquators. Sie ist schätzungsweise 164 Millionen Lichtjahre von der Milchstraße entfernt.
Das Objekt wurde am 22. März 1835 von John Herschel entdeckt.